# Metallura theresiae
A Metallura theresiae  a madarak osztályának sarlósfecske-alakúak (Apodiformes)  rendjébe és a kolibrifélék (Trochilidae) családjába tartozó faj.

## Rendszerezése
A fajt Eugène Simon francia természettudós írta le 1902-ban.

## Alfajai
- Metallura theresiae parkeri G. R. Graves, 1981
- Metallura theresiae theresiae Simon, 1902 [2]

## Előfordulása
Az Andok keleti lejtőin, Peru területén honos. Természetes élőhelyei a szubtrópusi és trópusi hegyi esőerdők és magaslati cserjések. Állandó, nem vonuló faj.

## Megjelenése
Testhossza 11 centiméter.

## Természetvédelmi helyzete
Az elterjedési területe kicsi, egyedszáma ugyan csökken, de még nem éri el a kritikus szintet. A Természetvédelmi Világszövetség Vörös listáján nem fenyegetett fajként szerepel.